# Segundo López, aventurero urbano
Segundo López, aventurero urbano es una película dirigida por Ana Mariscal. La película narra en tono de comedia dramática la historia de un buen hombre (personaje inspirado en un personaje real cacereño) de provincias que llega a Madrid con la intención de ganarse la vida; sin embargo, vivirá numerosas peripecias en la ciudad que le harán perder el poco dinero que traía.
Basada en la novela homónima de Leocadio Mejías de 1947, la película muestra influencias del neorrealismo italiano,pero también de la picaresca española literaria y algunos rasgos cervantinos y valleinclanescos. La película fue realizada con pocos medios presupuestarios, financiada con los ahorros de la propia directora que, debido a la crisis del sector en aquel entonces, no puede conseguir trabajo y se lanza a la producción de la película con Tony Leblanc y el director Manuel Mur Oti en el reparto, además de numerosos actores no profesionales (Severiano Población, Martín Ramírez, etc).
La película fue muy bien vista por la crítica del momento por su eficaz visualización del costumbrismo madrileño de la época además del mérito que suponía que una mujer rodara su primera película en aquel entonces. Sin embargo, al público del momento no le interesó la obra que se convirtió en un desastre en taquilla.

## Sinopsis
Segundo López (Severiano Población), un hombre de 47 años bueno, analfabeto y sentimental de Extremadura, decide marchar a Madrid a vivir la aventura de la capital y disfrutar del dinero de la venta de un negocio familiar heredado. Allí hace amistad con un chico de la calle al que llaman “El Chirri” (Martín Ramírez), y juntos, convertidos en "jefe" y "secretario", los dos amigos viven una infinidad de peripecias urbanas. Mientras tanto, conocen a Marta (Ana Mariscal), una joven enferma y deprimida, que se aloja en la misma pensión destartalada que ellos.

## Reparto
- Severiano Población  como Segundo López
- Martín Ramírez como "El Chirri"
- Ana Mariscal como Marta
- Luisa Esteso como Francisca Minglanilla
- Tony Leblanc como Fotógrafo
- Adela Carboné como Paloma, la mujer adinerada
- Mariano Azaña como Podólogo
- Dolores Bremón como Doña Jacinta
- Matilde Artero
- Emilio González de Hervás (González de Hervás)
- Ernesto Lapeña como Carlos
- José Luis Alonso
- Carlos Fernández Cuenca como Dr. Garrido
- Manuel Mur Oti como El Director de cine
- Leocadio Mejías como El escritor

## Producción
Tras seis meses en el paro, debido al boicot norteamericano de marzo de 1951 a junio de 1952, a Ana Mariscal se le ocurre dirigir, producir e interpretar su propia película.
La película fue promocionada con el eslogan "una película dirigida por una mujer que gustará a los hombres", lo que da una idea de la mentalidad de esa época.